# Jacques Bresson
Pour les articles homonymes, voir Bresson.
Jacques Bresson, né le 11 mars 1798 à Paris et mort le 27 septembre 1860 dans la même ville, est un journaliste, chef d'entreprise et économiste français. 

## Biographie
Jacques Bresson a fondé en décembre 1830, au 8 rue Notre-Dame-des-Victoires à Paris, l'Office-Correspondance pour les journaux français et étrangers et pour les affaires en fonds publics à la Bourse de Paris, ancêtre des agences de presse.
Selon le commissaire de la Librairie, Léon Lepelletier (1802-?), ancien notaire devenu libraire, détenait un quart de l'Cffice-Correspondance. Les trois autres quarts de cette société sont détenus à parts égales par Bresson et E. H. Bourgoin, rentier.
Les clients observent que l'Office est « toujours retenu par la crainte de manquer de fidélité » à ses clients existant et demande 200 francs par mois, pour « faire une correspondance spéciale » à un quotidien qui se créé à Lille, où il en existe déjà. Il propose de faire une correspondance identique à celle de l'autre journal qui se créé, en facturant « moitié frais pour chacun ».
La société rachète le Bureau général de correspondance politique, commerciale et littéraire, domicilié au 8 rue du Mail, et dirigé par Degravier et Labot, avocats et rédacteurs à la Sentinelle du Peuple de Volney, qui recensent les statistiques des 335 journaux publiés dans 113 villes de province. Leur correspondance, envoyée deux fois par semaine, est faite « d'insignifiantes traductions de journaux étrangers flanquées d'un lambeau de quelque séance de la Chambre ».
Jacques Bresson quitte la direction de l'Office-Correspondance le 1er octobre 1835, quatre ans et demie après l'avoir fondée, mais il reste commanditaire dans l'entreprise. Il crée alors une des premières publications boursières, le Cours général des actions des entreprises industrielles et commerciales devenue le Cours général de la Bourse de Paris, domiciliée au 16 rue Notre-Dame des-Victoires, à Paris. Ce lancement suscite quelques mois plus tard la naissance d'une publication concurrente, mais gratuite, par l'éditeur et banquier Théodore-Casimir Delamarre, qui cependant jette l'éponge après treize mois. Celle de Jacques Bresson tire à 4 000 exemplaires et paraît les 15 et 30 de chaque mois, sur le modèle du Course of the Exchange de Londres dirigé par James Wetenhall, pour être vendue dans les départements et à l'étranger. Ses bureaux servent aussi au courtage des actions par la société « Jacques Bresson et Cie ».
En 1835 aussi, le banquier E. H. Bourgoin, qui l'avait rejoint peu après 1831 à l'Office-Correspondance, reprend en tandem avec Lepelletier, une publication, finalement appelée Correspondance de Lepelletier et Bourgoin. En 1841, Lepelletier cesse ses activités.
La société reçoit ensuite le renfort de Charles Lejollivet et du journaliste Auguste-Louis Lechauve-DeVigny peu après qu'au printemps 1838, le ministre de l'intérieur Camille de Montalivet, conseillé par Léon Vidal, ait retiré son soutien à la publication contrôlée par Jacques Bresson, pour l'accorder à son rival Charles-Louis Havas.
Jacque Bresson dirigea à partir de 1855 et jusqu'à sa mort en 1860 la Gazette des chemins de fer, appelée aussi Cours général des actions, publiée tous les jeudis, indiquant les payements d'intérêts, et dividendes. 
On lui doit notamment une Histoire financière de la France (1829-1840, 2 vol.), et un Traité pratique des opérations de bourse.
La « Cote Bresson » finit par fusionner avec celle des frères Choisy en 1861. Réunies, elles finiront dans le groupe éditorial fondé par Victor Antoine Desfossés en 1895, lequel donnera naissance à la Cote Desfossés.